# Szőts Farkas
Szőts Farkas (Jedd, 1851. november 23. – Budapest, Ferencváros, 1918. május 12.) református lelkész, teológus, filozófus, a Budapesti Református Teológiai Akadémia tanára mintegy 40 éven át.

## Élete
Szőts Lajos lelkész és ádámosi Végh Róza fiaként született. Középiskoláit a marosvásárhelyi kollegiumban 1870-ben, teológiai és filozófiai tanulmányait a budapesti theologiai akadémián 1874-ben végezte, ahol ugyanazon év őszén lelkészi oklevelet szerzett. A következő két iskolai évet a marburgi és utrechti egyetemen teológiai és filozófiai tanulmányokkal, a szűnidőket Német- és Franciaországban utazásokkal töltötte. 1876 júniusától 1877 szeptemberéig gróf Lónyay Menyhért házánál nevelősködött; azután a Budapesti Református Teológián a hittani és vallásbölcseleti tanszéket foglalta el, amelyre előbb helyettes, 1879-ben rendes tanárrá választották; haláláig, 39 éven át itt is működött. Alapító és választmányi tagja kezdettől fogva (1889), 1895-től pedig titkára a Protestáns irodalmi társaságnak; 1896 óta tanácsbírája volt a Dunamelléki református egyházkerületnek és alelnöke az egyházkerületi értekezletnek, 1884 óta választott tagja és 1891 óta tanügyi bizottsági elnöke volt a protestáns országos árvaegyletnek, 1894 óta választmányi tagja volt a Lorántfy Zsuzsánna Egyesületnek, 1897-től a budapesti református egyházközség egyháztanácsosa, a budapesti református főgymnasium, a nagypénteki református társaság és a Baár-Madas református felsőbb leányiskola, és más intézmények, egyesületek igazgatótanácsosa. Német, francia, angol és holland nyelvismerettel rendelkezett. Halálát gyomor és máj rosszindulatú daganata és kimerülés okozta. Felesége Fromm Anna volt.
1918-ban hunyt el Budapesten 66 éves korában.

## Művei

### Folyóiratcikkek
Cikkei az Egyházi Reformban (1874. A vallás eszméje és nyilatkozatai), Révész Figyelmezőjében (1876. Az egyházi bajok orvoslása), a Prot. Egyh. és Isk. Lapban (1885. belső dolgozótárs, A theologia és a budapesti egyház, 1886. főmunkatárs, 1887. Kodifikáczió az erdélyi egyházkerületben, 1888. A Prot. Egyh. és Isk. Lap története, Protestáns papságunk az irodalomban, Theologiai fakultás és a doktorátus 1900. Helyes protestáns önvédelem, Evangyeliomi ref. közszellem, 1901. Az új század és a keresztyénség, Térítő és hódító egyház, 1902. A protestantizmus hódító ereje, 1904. Kovács Albert), a Prot. Szemlében (1896. Theologia evangyéliom nélkül, Theologia természetfelettiség nélkül, 1899. Irodalmi tömörülés az egyházban, 1906. A szocialismus történeti áttekintésben, 1907. Emlékezés Ballagi Mórra, 1908. Az evangyéliom hatása a nemzetekre), a dunamelléki Ért. Emlékkönyvben (1894. Az egyházi értekezletek feladata) sat., közel 300 cikk. Szerkesztései: a Prot. Szemle, (eddig 21 évfolyam), a Koszorú (vallásos népiratok, 16 évfolyam), a Házi Kincstár vallás-erkölcsi könyvsorozat, 11 évfolyam); 1889. jan. 1-től 1904-ig a Prot. Egyh. és Isk. Lapot (melynek 1889-1904-ig tulajdonosa is volt), a Kis Tükör c. ref. néplap, melyet 1894-ben alapított, és a Dunamelléki ev. ref. egyházkerület Emlékkönyve 1898. Budapesten. Álnevei: Jeddi F. (a Prot. Egyh. és Isk. Lapban 1875.) és Váradi F. (a Révész Imre Figyelmezőjében 1875.).

### Önállóan megjelent művek
- Pálmaágak. Elbeszélések kicsinyek és nagyok számára. Képekkel. Ford. Budapest, 1892 (tíz vallásos füzet)
- A budapesti theologiai akadémia multja és jelene. Budapest, 1896
- Keresztyén hittan. A középiskolák III. oszt. számára. Budapest, 1905
- Keresztyén erkölcstan. A középiskolák IV. oszt. számára. Budapest, 1905
- Református keresztyén hit- és erkölcstan. A középiskolák VII. oszt. számára. Budapest, 1905
- A vallás élete. Budapest, 1915. (A Protestáns Irodalmi Társaság Házi Kincstára)

Több traktátust fordított magyarra az angol traktátustársulat számára. Revideálta Luthardt „Előadások a keresztyénség erkölcstanáról” című munkájának Csiky Lajos által végzett fordítását.